# シュミットニュートン式望遠鏡

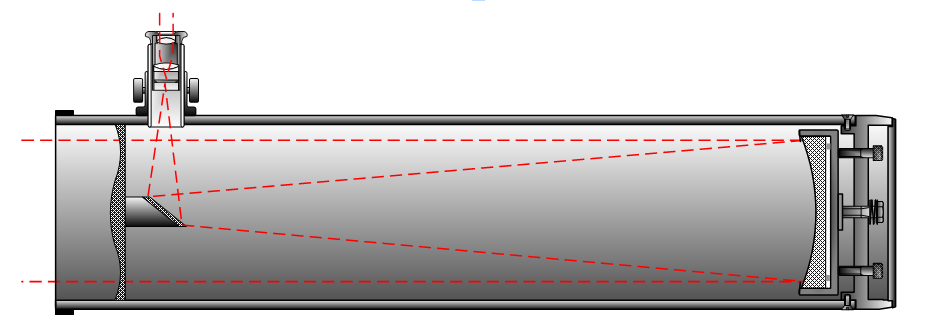
光路図

シュミットニュートン式望遠鏡 または シュミットニュートニアン望遠鏡はシュミット式望遠鏡とニュートン式望遠鏡の両方の要素を兼ね備えた反射屈折望遠鏡である。この望遠鏡の設計は球面鏡の主鏡とシュミット補正板を組み合わせて球面収差を補正する。その結果、（球面収差はないがコマ収差はある）放物面鏡を備えた望遠鏡よりもコマ収差が少ない。標準的なニュートン式望遠鏡のように45度の角度で設置された平面の副鏡で像を見る。

## 優位性

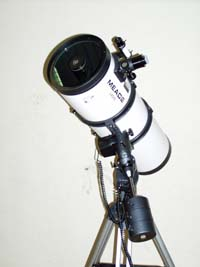
ミード製シュミットニュートン式望遠鏡

同じ焦点距離/口径比のニュートン式望遠鏡よりもコマ収差が少なく通常はおよそ半分になる。補正板は同様に鏡筒内を密封すると同時に副鏡支持架の役割も担うので支持架による回折効果を除去できる。主鏡が球面なので短焦点でも製造が容易である。この設計を採用する望遠鏡はおよそF4の短焦点比で天体写真やCCDイメージセンサでの撮像に適する。副鏡が平面鏡で、大半のシュミットカセグレン式の設計で採用される主鏡を前後に移動する合焦機構を備えないので一般的に生産されるシュミットカセグレン式望遠鏡よりも廉価である。
現在はミードのみが6、8、10inのLXD-75自動導入を備えた赤道儀式架台のシュミットニュートン式望遠鏡を生産、販売する。